# Peter Rehwinkel
Johan Peter Rehwinkel (Groningen, 19 juni 1964) is een Nederlands jurist, schrijver, politicus, organisatieadviseur en bestuurder. Hij is lid van de PvdA. Sinds 20 januari 2025 is hij waarnemend burgemeester van Alphen aan den Rijn.

## Opleiding en loopbaan
Rehwinkel volgde de lagere school in Veendam en Gasselte en ging in Stadskanaal naar de middelbare school op het Ubbo Emmius. Daar deed hij in 1982 eindexamen vwo. Hij studeerde rechten in Groningen en studeerde in 1986 af in de richting Juridische Bestuurswetenschappen.
Rehwinkel werkte bij de vakgroep staatsrecht van de universiteit Groningen, waar hij in 1991 promoveerde op een proefschrift over de staatsrechtelijke positie van de Nederlandse minister-president. In 1991 vertrok hij naar Den Haag, waar hij particulier secretaris werd van de minister van Onderwijs, Jo Ritzen, en vervolgens stafmedewerker van de Wiardi Beckman Stichting, het wetenschappelijk bureau van de Partij van de Arbeid.

## Tweede Kamer
In 1994 werd Rehwinkel voor de PvdA gekozen in de Tweede Kamer, waar hij zich voornamelijk bezighield met binnenlandse zaken, aangelegenheden rond het koningshuis en het hoger onderwijs. Ook was hij ondervoorzitter van de enquêtecommissie die onderzoek deed naar de bouwfraude.
Toen Rehwinkel door zijn partij in 2002 op een zijns inziens te lage plaats voor de kandidatenlijst voor de Tweede Kamerverkiezingen voor 2003 was geplaatst, verliet hij per direct de Tweede Kamer. Hij was daarna geregeld te zien als koningshuiskenner in verschillende televisieprogramma's. In 2003 was hij een van de eerste pleitbezorgers voor een gedragscode voor de pers, die uiteindelijk in juni 2005 door de Rijksvoorlichtingsdienst zou worden afgekondigd.

## Burgemeester
Na het Tweede Kamerlidmaatschap was Rehwinkel directeur bij het Nederlands Centrum voor Staatsrecht en Politiek. In 2004 werd hij benoemd tot burgemeester van Naarden. In die hoedanigheid voltrok hij in 2005 het burgerlijk huwelijk tussen prins Floris en Aimée Söhngen en maakte hij zich sterk voor het behoud van het Naardermeer. Bij de Eerste Kamerverkiezingen 2007 werd hij gekozen in de Eerste Kamer.
Op 14 september 2009 werd Rehwinkel burgemeester van Groningen. Hij kwam als voorzitter van de Veiligheidsregio Groningen herhaaldelijk in opspraak vanwege zijn rol in Project X Haren. Zo had hij onder andere onvoldoende steun gegeven aan de buurgemeente en geweigerd om feestgangers te begeleiden van Haren naar de binnenstad van Groningen, waar de menigte beter beheersbaar zou zijn geweest.
In april 2013 deelde Rehwinkel mee na zijn eerste termijn in 2015 als burgemeester van Groningen te zullen stoppen. Rehwinkel zei dat zijn beslissing verband houdt met de grote gemeentelijke herindeling, waarbij het aantal gemeenten in de provincie Groningen wordt teruggebracht van 23 naar 6.
Rehwinkel maakte in oktober 2013 bekend zijn functie van burgemeester van Groningen per 1 november 2013 neer te leggen om een baan te vervullen bij United Cities and Local Governments (UCLG), een organisatie van lokale en regionale overheden. Er ontstond ophef toen bleek dat het vrijwilligerswerk betrof, waarbij Rehwinkel recht had op een Appa-uitkering (wachtgeld).
Ook ontstond onduidelijkheid of de functie bij de UCLG wel bestond. Rehwinkel zag zich genoodzaakt te erkennen dat hij gewoon moest solliciteren. Bovendien zegde hij toe drie maanden "wachtgeld" te zullen terugstorten. Op 6 mei 2014 raakte bekend dat een functie bij de UCLG uitsluitend is weggelegd voor mensen met een bestuurlijke (politieke) baan en dat Rehwinkel daarvoor dus niet meer in aanmerking komt.

## Waarnemend burgemeester
Na het burgemeesterschap had Rehwinkel van 2014 tot 2016 een adviesbureau genaamd International Disaster and Crisis Management en was hij als extern adviseur verbonden aan Hill+Knowlton. Van 25 april 2017 tot 19 september 2019 was hij waarnemend burgemeester van Zaltbommel. Zijn aanstelling leidde opnieuw tot ophef vanwege de eerdere kritiek op zijn burgemeesterschap in Groningen en de periode daarna. Van 3 maart 2020 tot 8 september 2021 was hij waarnemend burgemeester van Bergen (Noord-Holland).
Van 1 januari tot 13 juli 2022 was Rehwinkel waarnemend burgemeester van Dijk en Waard, een fusiegemeente die op 1 januari van dat jaar ontstond uit de gemeenten Heerhugowaard en Langedijk. Na de gemeenteraadsverkiezingen van 2022 was hij informateur bij de collegevorming in de gemeente Gooise Meren. Van 1 januari 2023 tot 11 juli 2024 was hij waarnemend burgemeester van Voorne aan Zee, een fusiegemeente die op 1 januari 2023 ontstond uit de gemeenten Brielle, Hellevoetsluis en Westvoorne.
Met ingang van 20 januari 2025 werd Rehwinkel waarnemend burgemeester van Alphen aan den Rijn. In Alphen aan den Rijn werd hij verantwoordelijk voor openbare orde, veiligheid & handhaving, integriteit en dienstverlening. Namens Alphen aan den Rijn werd hij lid van het algemeen- en dagelijks bestuur van de Veiligheidsregio Hollands Midden en van Holland Rijnland en lid van de Economische Programmaraad Zuidvleugel.

## Nevenfuncties
Rehwinkel is tot de eerste helft van 2025 voorzitter van de raad van toezicht van de De Groene Koepel (fusie van Stichting Natuurkampeerterreinen en Stichting Trekkershutten), lid van het bestuur van de stichting Anne Vondelingprijs en Saskia Stuivelingprijs (prijzen voor heldere politieke journalistiek), lid comité van aanbeveling van Matthäus Passion Rivierenland, Matthäus Passion Brielle en Bij Andreas (concerten en masterclasses met jonge en talentvolle musici) en lid van de raad van advies van Stichting Comenius Museum.
Voorheen was Rehwinkel lid comité van aanbeveling van Stichting Platform Rampjaar Herdenking Herdenking 1672-2022 (herdenking 350 jaar Oude Hollandse Waterlinie) en ambassadeur van de DVB Foundation (ondersteunen therapeutisch paardrijden voor ruiters met een beperking). Hij bekleedde eerder diverse nevenfuncties bij onder andere het Noord Nederlands Orkest, de Rijksuniversiteit Groningen, de Hanzehogeschool Groningen, De Ploeg en Stichting Yoesuf.

## Persoonlijk
Rehwinkel was actief op het gebied van de integratie van homoseksuelen in de samenleving. Met name de homoseksualiteit binnen de islam heeft zijn aandacht. Op 29 augustus 2008 trouwde hij als eerste burgemeester met iemand van hetzelfde geslacht. Zijn echtgenoot is KRO-journalist Michel Zeegelaar. De schaatser Jan Uitham was een oom van Rehwinkel. Hij schaatste zelf als eens de Noorder Rondritten.

## Trivia
- In 2005 startte Rehwinkel het genootschap voor homoseksuele burgemeesters. Volgens het Algemeen Dagblad waren er toentertijd zeven (openlijk) homoseksuele burgmeesters in Nederland.[32]

## Publicaties
Rehwinkel schreef verschillende boeken, of werkte eraan mee:
- J.P. Rehwinkel: De minister-president: eerste onder gelĳken of gelĳke onder eersten? (proefschrift, Zwolle, Tjeenk Willink, 1991)
- J.P. Rehwinkel e.a.: De positie van de minister-president (Zwolle, Tjeenk Willink 1994)
- Peter Rehwinkel en Jan Nekkers: Regerenderwĳs. De PvdA in het kabinet-Lubbers-Kok (Amsterdam, Bert Bakker, 1994)
- Peter Rehwinkel e.a.: Getrouwd met de premier. De first lady's van Nederland in veertien portretten (Zutphen, Plataan, 2004; 2e druk 2005)
- Peter Rehwinkel, Henk Jan Ormel & Ank Bijleveld-Schouten: De overheid om de hoek (Den Haag, SDU, 2009)
- Peter Rehwinkel: Manage Your Next CRISIS!: A Must for Cities and Industries (CreateSpace Independent Publishing Platform, 2015)
- Peter Rehwinkel: Amalia, de plicht roept (Amsterdam, Uitgeverij Prometheus, ISBN 978-9044648362, 20 september 2021)[33]

- Gemeinsame Normdatei: 172327709
- International Standard Name Identifier: 0000 0000 3212 6098
- Library of Congress Control Number: n92065636
- Nederlandse Thesaurus van Auteursnamen: 08644283X
- Parlement.com: vg09llm0rhxz
- Virtual International Authority File: 75509638
- WorldCat: E39PBJwX3X9F7hcWXdKR8gtxjC